# Pteronotus rubiginosus
Ptéronote rubigineux
Espèce
Statut de conservation UICN

 LC  : Préoccupation mineure
Synonymes
- Chilonycteris rubiginosus Wagner, 1843[1]
- Pteronotus parnellii auct. guy. non (Gray, 1843)[1]

Pteronotus rubiginosus, le Ptéronote rubigineux, est une espèce américaine de chauves-souris de la famille des Thyropteridae.

## Description
Pteronotus rubiginosus mesure environ 6 centimètres de longueur pour un poids de 20 grammes.
Elle présente une fourrure brun clair à foncé, de petits yeux, des oreilles en forme de lance, des rangées de coussinets autour d'une plaque sur la lèvre inférieure, des ailes non jointives au milieu du dos et une longue queue avec une large membrane interfémorale.

## Répartition
Pteronotus rubiginosus est présente en Bolivie, au Brésil, au Costa Rica, en Guyane, au Guyana, au Honduras, au Nicaragua, au Panama, au Pérou, au Suriname et au Venezuela.
Ses habitats naturels sont les forêts de différents types, la savane et les plaines humides des Caraïbes, jusqu'à une altitude de 3 000 m.

## Comportement

### Habitation
Pteronotus rubiginosus se réfugie dans les tunnels miniers et les grottes avec un grand nombre d'autres espèces de chauves-souris, avec une préférence pour les endroits les plus humides.

### Alimentation
Le régime alimentaire de P. rubiginosus est insectivore et peut inclure des espèces des ordres des lépidoptères, coléoptères, hyménoptères, diptères, hémiptères et orthoptères.
Pteronotus rubiginosus sort plus fréquemment pour chasser les nuits de pleine lune, lorsque les insectes passent plus de temps à voler en raison de la lumière intense.

## Taxonomie
La distinction fut établie entre Pteronotus parnellii et Pteronotus rubiginosus selon leur fréquence d'émission ultrasonique. P. parnellii a une fréquence de 54 Hz tandis que P. rubiginosus a une fréquence de 59 Hz.
Le nom valide complet (avec auteur) de ce taxon est Pteronotus rubiginosus (Johann Andreas Wagner, 1843).
L'espèce a été initialement classée dans le genre Chilonycteris sous le protonyme Chilonycteris rubiginosa Wagner, 1843.
Ce taxon porte en français le nom vernaculaire ou normalisé suivant : Ptéronote rubigineux.
Pteronotus rubiginosus a pour synonymes :
- Chilonycteris rubiginosa Wagner, 1843
- Pteronotus parnellii rubiginosus (Wagner, 1843)

### Étymologie
Son nom spécifique, rubiginosus, signifie rubigineux en latin. Il désigne la rouille, en référence à la couleur du pelage.